# Кармазин, Евгений Николаевич
Евгений Николаевич Кармазин (род. 11.04.1978, Копейск, Челябинская область, РСФСР, СССР) — композитор, продюсер, член Союза композиторов РФ, член Союза театральных деятелей РФ, основатель Института творческих инициатив
Автор камерных, хоровых и симфонических произведений, опер, балета, мюзикла, оратории, музыки к художественным, анимационным и научно-популярным кинофильмам, к музыкальным и драматическим спектаклям. Лауреат Региональных, Всероссийских музыкальных и театральных конкурсов: Лауреат Первой премии Первого Всероссийского конкурса композиторов «Время Прокофьевых» (Гран-при, Москва, 2015), Лауреат премии Губернатора Свердловской области «За выдающиеся достижения в области литературы и искусства» (2015). Награждён Почетной грамотой Министерства культуры Челябинской области «За многолетний добросовестный труд, значительный вклад в развитие музыкальной культуры Челябинской области и в связи с 30-летием со дня образования Челябинского областного отделения Общественной организации „Союз композиторов России“» (2013). Его музыкальные спектакли — лауреаты Национальной театральной премии «Золотая маска» (2006, номинации «Лучший спектакль» и «Лучший актёр» — мюзикл «Ночь открытых дверей», Свердловский государственный академический театр музыкальной комедии, премьера 2004), региональных премий Свердловской области «Браво!-2005» (мюзикл «Ночь открытых дверей») и «Браво!-2014» (специальный Диплом за создание оперы «Белые ночи», премьера — 16 декабря 2014, Уральская государственная консерватория им. М. П. Мусоргского)

## Биография
Родился 11.04.1978 года в городе Копейск Челябинской области.
В 1995 году окончил Челябинское музыкальное училище (ныне Музыкальный колледж в составе ГБОУ ВО «Южно-Уральский государственный институт искусств имени П. И. Чайковского») по специальности «Теория музыки». С 1995 года принимал активное участие в различных фестивалях г. Челябинска и г. Екатеринбурга как участник Международной благотворительной программы «Новые имена».
В 2001 году окончил Уральскую Государственную Консерваторию им. Мусоргского по специальности «Композиция» (класс проф. Нименского А. Н.), в 2004-м — аспирантуру УГК как композитор.
С 1998 по 2006 год работал в должности музыкального руководителя, композитора и концертмейстера кафедры мастерства актёра в Екатеринбургском Государственном Театральном Институте.
В 2006—2011 годах проводил курсы повышения квалификации по музыкально-компьютерным технологиям на базе Российского государственного профессионально-педагогического университета (Екатеринбург). C 2007 по 2010 год Е. Н. Кармазин — старший преподаватель кафедры музыкально-компьютерных технологий, кино и телевидения РГППУ.
В 2009—2015 годах композитор заведовал музыкальной частью Камерного театра Объединённого музея писателей Урала в Екатеринбурге. С 2011 по 2016 год работал в должности старшего преподавателя кафедры композиции в Уральской государственной консерватории им. М. П. Мусоргского.
С 2013 по настоящее время — директор, художественный руководитель НП «Современный музыкальный театр» (АНО «Екатерининский музыкальный театр»).
С 2019 года — соучредитель Благотворительного фонда «Сапфир» (г. Екатеринбург); основатель (совместно с дирижёром Сергеем Геннадьевичем Царегородцевым) и художественный руководитель (до 2021 года) профессионального концертного коллектива «Екатерининский оркестр». Благотворительный Фонд «Сапфир» в сотрудничестве с Екатерининским оркестром занимается проведением концертов, постановкой спектаклей, мюзиклов; организацией других культурных мероприятий для молодежи и для детей с ОВЗ; проведением выездных мероприятий для молодежи и для детей с ОВЗ на «их территории» — больницы, интернаты, коррекционные школы, детские дома. Фонд и оркестр знакомят детей с миром музыки, музыкальными инструментами и способами самовыражения и самопознания с помощью искусства, проводят музыкальные мастер-классы, привлекают детей с ОВЗ к непосредственному участию в концертах, спектаклях, мюзиклах, способствуют обучению и поддержке музыкально одаренных детей и также привлечению их к участию в мероприятиях по инициативе Фонда.
В 2019 году Е. Кармазин реализовал идею Института творческих инициатив, партнёрами которого являются благотворительные фонды «Сапфир» и «Дети России», общественная организация инклюзивной направленности «Открытый город» и др. Соучредителями Института стали Равиль Зуфарович Бикбов и Олег Юрьевич Маэстро, директором — Екатерина Анатольевна Нименская. Благодаря деятельности Института творческих инициатив в 2022 году состоялись музыкальные проекты Е. Кармазина:
- премьера сценической фантазии с оркестром «Услышать невидимое» (1 апреля 2022) с участием одарённых детей — незрячей пианистки Василисы Карпенко (16 лет), финалиста всероссийского фестиваля Дениса Мацуева «Синяя птица» Елисея Мысина (фортепиано, 11 лет), лауреата всероссийских и международных конкурсов Ильяса Шахова (баян, 11 лет)[6][7][8][9][10] .
- исполнение оратории-мистерии «Дети пишут Богу»[11] в Челябинской государственной филармонии (24 апреля 2022). Оратория является 1 частью триптиха «Восхождение», осуществляемого по благословению Митрополита Челябинского и Миасского Алексия и при поддержке Губернатора и Министерства культуры Челябинской области.

## Творчество
Академическая музыка (по данным Союза композиторов РФ и творческих организаций):
- Вариации на тему из сюиты Ж. Бизе «Арлезианка» для двух фортепиано, 1997;
- Трио «Луговые наигрыши» для флейты, скрипки и ф-но, Челябинское Концертное Объединение. Зал камерной и органной музыки, 1996;
- Соната для фортепиано, УГК им. М. П. Мусоргского, Малый зал, 1999;
- Камерная опера «Некорыстная Лябовь», либретто К. Рубинского, УГК им. М. П. Мусоргского, Малый зал, 1999;
- Балет «Стенька Разин» для большого симфонического оркестра, Свердловская Государственная академическая филармония, Большой зал, 2001;
- Мюзикл «Ночь открытых дверей» по мотивам повести Ч. Диккенса «Рождественская песнь», либретто К. Рубинского, режиссер К. Стрежнев (премьера — СГАТМК, 2004);
- «Классик-Хит-Коктейль», авторская транскрипция зарубежных хитов. («ABBA», Simon & Garfunkel), Свердловская Государственная академическая филармония, Большой зал, 2005;
- Авторские оркестровки популярных арий Моцарта, Россини (в рамках работы со Швейцарскими духовыми оркестрами, г. Базель), 2007;
- Трио для кларнета, виолончели и ф-но, Свердловская Государственная академическая филармония, Большой зал, 2008;
- Хоровой цикл «Святая ночь» для женского хора, колокольчиков и вибрафона // Русская музыка XXI века для детей и юношества. — М. — СПб: Парадигма, 2009;
- Хакер-симфония для саксофона, баяна и камерного оркестра, Челябинское Концертное Объединение. Концертный зал им. С. С. Прокофьева, 2009;
- «Трагическая скоморошина», монолог для баритона, флейты, виолончели и баяна, Свердловская Государственная академическая филармония, Большой зал, 2012;
- Опера «Белые ночи» в двух действиях по мотивам произведений Ф. М. Достоевского, либретто К. Рубинского, режиссер П. Коблик, «Театр Современной Оперы» г. Екатеринбург (премьера 16 декабря 2014);
- Оратория-мистерия «Дети пишут Богу» для солистов, хора и оркестра на подлинные тексты детей. «Театр Современной Оперы» г. Екатеринбург, Свердловская филармония (премьера — 08 апреля 2016)[12];
- Опера-мюзикл «Кармен иначе», Иркутский областной музыкальный театр им. Н. М. Загурского, 2017;
- Комическая опера «Моцарт vs. Сальери», либретто К. Рубинского, режиссер нар. арт. РФ К. Стрежнев (премьера — декабрь 2018);
- Музыкальная поэма «Золотой сон» на стихи Гийома Аполлинера, для голоса и симфонического оркестра, 2020;
- «Простые мелодии» для симфонического оркестра;
- Сценическая фантазия с оркестром «Услышать невидимое», либретто О. Кесслер (премьера — апрель 2022, современная сценическая площадка МТС Live Холл, Екатеринбург)[13]

Музыка к спектаклям (по данным Союза композиторов РФ и творческих организаций):
- 1999-2003: «Зойкина квартира» М. Булгакова, «Белоснежка и семь гномов» бр. Гримм, «Девочка со спичками» Х. К. Андерсена, «Зимняя сказка» по мотивам сказок Х. К. Андерсена, «Бег» М.Булгакова, «Свои люди — сочтёмся» А. Н. Островского и др. Учебный театр Екатеринбургского Государственного театрального института.
- 2000: «Свет Ликующий» либр. Е. Касимова, И. Северовой. Екатеринбургский театр кукол.
- 2004:"Людвиг и Тутта" по мотивам сказки Яна Экхольма «Тутта Карлсон Первая и единственная, Людвиг Четырнадцатый и другие». ТЮЗ г. Екатеринбург.
- 2005-2014 — «Поздняя любовь», «Волки и овцы» А. Н. Островского; «Сказки старого Арбата», «Старомодная комедия» А. Арбузова; «Квадратура круга» В. Катаева, «Каренин» В. Сигарева, «Есть птичка рая у меня» по пьесе О. Богаева «Тайна последней дуэли» и др. Камерный театр Музея писателей Урала г. Екатеринбурга[12].
- 2022 — «Подснежники для королевы» по мотивам чешской народной сказки «О двенадцати месяцах». Государственный академический Малый театр г. Москва[14].

Киномузыка (по данным Союза композиторов РФ):
- 2009-2010: полнометражный худ. фильм «У ангелов нет крыльев» реж. А. Блинов; худ. фильм «Невеста» реж. А. Блинов, Свердловская Киностудия.
- 2010-2013: научно-популярный фильм «Нанотехнологии» реж. Д. Пелегов, Е. Тимошенко; научно-популярный фильм «Antient Deity Falling» («Падение древнего бога») реж. Д. Пелегов, Е. Тимошенко, Центр научно-популярных и учебных фильмов «Гиперборель», г. Екатеринбург[12].

Музыка к анимационным фильмам кинокомпании «Снега» (по данным сайта кинокомпании):
- 2013-2016 гг. — «Сказки для самых маленьких» реж. Н. Бисярина, «Жирафа», «Невидимый Слон» реж. А. Соколова, «Детское время» реж. Н. Бисярина, «Кнопка» реж. М. Куликов (Киностудия «Снега» г. Екатеринбург).
- «Обычный вечер», реж. А. Соколова, 2018;
- «Школа развития», реж. А. Соколова, 2019;
- «Бегомания», реж. Д. Столбецова, 2019;
- «Самый страшный», реж. П. Никифоров, 2020;
- «Куда уходят папы», реж. А. Хабарова, 2021;
- «Кабанчик, который смотрел вдаль», реж. Д. Столбецова, 2021[15].